# 卡内拉什 (埃斯塔雷雅)
卡内拉什是葡萄牙阿威罗区的一个堂区。总面积10.15平方公里，总人口1486人，人口密度146.4人/平方公里。